# Евсеев, Георгий Александрович
Гео́ргий Алекса́ндрович Евсе́ев (28 мая 1962, Москва) — советский и российский шахматный композитор, международный гроссмейстер по решению шахматных композиций (1991), 7-й чемпион мира по решению шахматных композиций.

## Достижения в соревнованиях по решению шахматных композиций
4-кратный чемпион мира: 1989, 1990, 1991, 1998 гг.
4-кратный серебряный призер чемпионата мира: 2003, 2007, 2008, 2009 гг.
Бронзовый призер чемпионата мира: 1992 г.
6-кратный победитель командного первенства мира: 1989, 1990, 1991, 1992, 2003, 2008 гг.
3-кратный серебряный призёр командного первенства мира: 1998, 2007, 2010 гг.
Бронзовый призёр командного первенства мира: 2009 г.
4-кратный победитель кубка мира: 2011, 2012, 2013, 2014 гг.
Чемпион Европы: 2015 г.
2-кратный серебряный призер чемпионата Европы: 2009, 2014 гг.
Бронзовый призер чемпионата Европы: 2011 г.
3-кратный серебряный призёр командного первенства Европы: 2009, 2014, 2015 гг.
Бронзовый призёр командного первенства Европы: 2012 г.
6-кратный чемпион СССР: 1982, 1984, 1986, 1989, 1990, 1991 гг.
2-кратный серебряный призер чемпионата СССР: 1983, 1988 гг.
11-кратный чемпион России: 1994, 1996, 1997, 1998, 2004, 2005, 2007, 2008, 2009, 2010, 2014 гг.
Серебряный призер чемпионата России: 2002 г.
Чемпион мира по составлению шахматных композиций в составе команды России:
- WCCT 6 (1998—2000)[2]
- WCCT 7 (2003—2004)[3]
- WCCT 8 (2007—2008)[4]
- WCCT 9 (2012—2013)[5]